# شلومو بار
شلومو بار (بالعبرية: שלמה בר‏) هو موسيقي ومغني وملحن وكاتب أغاني إسرائيلي، ولد في 1943 في الرباط في المغرب.

## وصلات خارجية
- الموقع الرسمي
- شلومو بار على موقع IMDb (الإنجليزية)
- شلومو بار على موقع ميوزك برينز (الإنجليزية)
- شلومو بار على موقع ديسكوغز (الإنجليزية)